# تمرد قوات سوريا الديمقراطية في شمال حلب
يشير تمرد قوات سوريا الديمقراطية في شمال حلب إلى سلسلة من هجمات مسلحة نفذتها قوات سوريا الديمقراطية إثر تمدد الاحتلال التركي لشمال سوريا بعد عملية غصن الزيتون وهجوم عفرين مطلع العام 2018 اللتان نفذتهما القوات المسلحة التركية والجيش السوري الحر المدعوم من تركيا.

## الخلفية
بعد فترة وجيزة من هزيمة وحدات حماية الشعب في منطقة عفرين، أعلنت الناطقة باسم الحزب الحاكم في روجافا، حزب الاتحاد الديمقراطي، أن قوات سوريا الديمقراطية ستقاتل قوات المعارضة التركية والقوات المتحالفة معها باستخدام أساليب حرب العصابات. كما أعلن الفرع المسلح لحزب الاتحاد الديمقراطي، وحدات حماية الشعب، أنه سيستهدف عائلات المقاتلين المتمردين الذين ينشطون في منطقة عفرين وكذلك اللاجئين النازحين من أجزاء أخرى من سوريا في عفرين. في أعقاب هذه الأحداث، تم إنشاء غرفة عمليات «غضب الزيتون» في أوائل صيف العام 2018، إلا أن وحدات حماية الشعب قد نفت الانتماء إلى المجموعة.
وبحلول مايو 2018، اندلعت حركة تمرد في منطقة عفرين، حيث نفذت وحدات حماية الشعب بجانب المقاتلين المتحالفين معها، وكذلك جماعة متمردة مسلحة تسمى «صقور عفرين»، تفجيرات ونصبت كمائن واغتالت أفرادًا من الجيش التركي وحلفائه من قوات المعارضة والمدنيين المتعاطفين معهم أو المنتسبين إليهم. تشمل المناطق الأخرى التي لها نشاط حرب عصابات مؤيد لقوات سوريا الديمقراطية، أعزاز والباب، إضافة إلى اشتباكات أنشطة حرب العصابات تحدث بانتظام بين فصائل المعارضة السورية المتحالفة مع تركيا والقوات المتحالفة مع قوات سوريا الديمقراطية، وفي بعض الأحيان القوات الحكومية السورية في المناطق المجاورة مع المتمردين المؤيدين لقوات الدفاع السورية التي تعمل من هذه المواقع.

## الجدول الزمني

### 2018
بحلول منتصف عام 2018، تركز التمرد في الغالب على المناطق الريفية وضواحي مدينة عفرين، مما تسبب في قصف القوات الجوية التركية لمواقع حرب العصابات في الفترة ما بين مايو ويوليو. في مايو، قتلت وحدات حماية الشعب الزعيم السابق لشرطة الغوطة الشرقية الحرة، جمال الزغلول، الذي كلف بمهام الشرطة في عفرين، وقد قتل على يد لغم في الباسوتا، جنوب مدينة عفرين. بعد وفاته، زعمت وحدات حماية الشعب أن «أي شخص بالتعاون مع قوات الغزو هو هدفنا».

#### مايو
- 3 مايو - شنت قوات وحدات حماية الشعب هجومًا على وحدات للجيش التركي متمركزة في منطقة المحمودية وسط مدينة عفرين. قُتل جندي واحد على الأقل وأصيب اثنان آخران بحسب وحدات حماية الشعب.[26]
- 4 مايو - أصدرت وحدات حماية الشعب بيانًا تعهدت فيه باستهداف كل من يتعاون مع «قوات الغزو» وأعلنت مسؤوليتها عن اغتيال جمال زغلول رئيس «شرطة الغوطة الشرقية الحرة».[27][28]
- 5 مايو - قتلت وحدات حماية الشعب سبعة من جهاديي أحرار الشرقية وجندي تركي واحد في هجومين في عفرين وجندريس.[26]
- 8 مايو - أعلنت وحدات حماية الشعب مسؤوليتها عن الهجوم على القاعدة العسكرية لـ«اللواء 23» المدعوم من تركيا على الطريق بين ناحية جنديرس وقرية الحمام في منطقة عفرين. وبحسب وحدات حماية الشعب، تم تحييد خمسة «إرهابيين» نتيجة لذلك.[26]
- 12 مايو - اندلعت اشتباكات عنيفة بين الجيش السوري الحر المدعوم من تركيا ووحدات حماية الشعب في محيط قرى ميدنكه وقرطبة وكفرمة في منطقة شيراوا في عفرين. وبحسب وحدات حماية الشعب، قُتل سبعة «إرهابيين» على الأقل.[29]

#### أغسطس
- 9 أغسطس - اشتبكت الجبهة الوطنية للتحرير مع وحدات حماية الشعب في كفر نابو وبائي في الجزء الجنوبي من منطقة عفرين بالقرب من الحدود مع محافظة إدلب. خلال الاشتباكات، قُتل 4 مقاتلين ينتمون إلى وحدات حماية الشعب وقد خسرت كذلك عدة أسلحة خفيفة للجبهة. قال ممثل من الجبهة للصحفيين إن المجموعة كانت تراقب خلية وحدات حماية الشعب في المنطقة منذ شهور حيث شهدت المنطقة مستويات عالية من العنف، خاصة الاغتيالات التي تستهدف المقاتلين والمدنيين الذين لهم صلات بالجيش السوري الحر المدعوم من تركيا نيابة عن خلايا وحدات حماية الشعب العاملة في المنطقة.[30]
- 26 أغسطس - نشرت قوات حماية الشعب شريط فيديو يظهر اغتيال قائد فيلق الرحمن، أبو محمد الشمالي في بابل.[31]

#### نوفمبر
- 3 نوفمبر - نشرت وحدات حماية الشعب بيانًا على موقعها على الإنترنت تزعم فيه أنها نفذت 19 عملية حرب عصابات ضد القوات التركية والقوات المتحالفة معها في عفرين خلال شهر أكتوبر الماضي، كما زعم البيان أنه خلال العمليات قُتل 3 جنود أتراك و10 من مقاتلو المعارضة المتحالفة وأصيب 10 آخرون ودُمرت 9 مركبات. زعمت وحدات حماية الشعب أيضًا أن مقاتلين اثنين من قوات الدفاع الذاتي قتلا على أيدي القوات التركية وأن فتاة تبلغ من العمر 6 سنوات قُتلت هي الأخرى، إلى جانب 4 مدنيين.[32]
- 28 نوفمبر - زعمت وحدات حماية الشعب أن خلية متمردة تابعة للجماعة قد دمرت مركبة تابعة لفرقة الحمزة على الطريق بين مدينة عفرين وباسوتا بعبوة ناسفة، وبعد ساعات في اليوم نفسه، زعمت وحدات حماية الشعب أيضًا أنها دمرت مركبة تابعة لللجبهة الشامية بصاروخ موجه مضاد للدبابات ويقال إنه قد قتل أحد أعضاء الجبهة الشامية الذي كان يقف بجانب السيارة.[33]

#### ديسمبر
- 3 ديسمبر، زعم جيش الإسلام أنه أحبط محاولة تسلل من وحدات حماية الشعب في شمال غرب حلب في بلدة دير مشموش.[34]
- 8 ديسمبر - اغتيل قائد من فرقة السلطان مراد يُدعى أبو الموت في منطقة شيراوا في عفرين على أيدي مسلحين مجهولين. أعلنت وحدات حماية الشعب مسؤوليتها عن الهجوم في بيان صدر في 11 ديسمبر.[35]
- 15 ديسمبر - أصدر المكتب الإعلامي لوحدات حماية الشعب بيانًا زعم فيه أنه قتل أربعة من فيلق الشام واثنين من «مرتزقة» فرقة السلطان مراد في 14 ديسمبر.[36]
- 21 ديسمبر، تم إنشاء قوات تحرير عفرين، وهي مجموعة متمردة مؤيدة لوحدات حماية الشعب. لقد أصدرت بيانًا صحفيًا يبين أهداف المجموعة وقد زعمت في البيان أنها ستسعى إلى إنهاء «احتلال مناطقها» وأنها ستقوم بعملياتها. وكجزء من «حرب مبررة» حتى يتم تحرير «المنطقة»، أعلن البيان أيضًا مسؤوليته عن هجومين أحدهما وقع في 18 ديسمبر وهو تفجير عبوة ناسفة على جنود ترك زاعمًا إصابة ومقتل ما يصل إلى 6 من الجيش التركي، وهجوم آخر في نفس التاريخ وهو تفجير عبوة ناسفة أخرى على قوات تابعة لفرقة الحمزة.[37]

### 2019

#### يناير
- 20 يناير - أدى تفجير نفذه متمردون موالون لـ«وحدات حماية الشعب» إلى مقتل وجرح العشرات في مدينة عفرين، وادعى مصدر صحي أن الهجوم أسفر عن مقتل 3 وجرح 12 آخرين.[38] في اليوم نفسه، زعمت قوات تحرير عفرين أنها هاجمت معدات بناء تابعة للقوات التركية كانت تستخدم في بناء الخنادق والأنفاق، كما زعموا أنهم قَتلوا خلال الهجوم مقاتلين متحالفين مع الجيش التركي بزعم أنهم جهاديون.[39]
- 23 يناير - وقع تفجيران خارج مقر أحرار الشرقية في بلدة راجو في منطقة عفرين بمحافظة حلب، ولم تعلن أي جماعة مسؤوليتها عن الهجوم، لقد قُتل ثلاثة من أفراد المجموعة جراء التفجيرات.[40]

#### فبراير
- 21 فبراير انفجرت سيارة مفخخة بالقرب من مستشفى في مدينة عفرين خلال عرض للجيش السوري الحر المدعوم من تركيا، ادعت وسائل الإعلام المؤيدة لوحدات حماية الشعب وقوع إصابات نتيجة القصف.[41]
- 24 فبراير، قُتل عضو من فرقة السلطان مراد بانفجار عبوة ناسفة بينما كان يحاول تفكيكها.[42]

#### أبريل
- 8 أبريل - بدأ الجيش التركي في تدريب قوات المتمردين المتحالفة على الهبوط الجوي عبر مروحيات في عفرين تحسبًا لعمليات محتملة مخططة ضد قوات سوريا الديمقراطية.[43]
- 11 أبريل - اندلعت اشتباكات بين القوات المدعومة من تركيا والمقاتلين الكرد من وحدات حماية الشعب في شمال حلب، أطلق الجيش السوري الحر نيران المدفعية وقذائف الهاون على خطوط وحدات حماية الشعب واستخدم نيران المدافع الرشاشة الثقيلة. جاءت الاشتباكات بعد تصاعد التوتر بين قوات سوريا الديمقراطية وتركيا مع إرسال الجيش التركي في الآونة الأخيرة تعزيزات إلى جرابلس والمناطق القريبة من منبج التي تخضع حاليا لسيطرة قوات سوريا الديمقراطية.
- 12 أبريل - قصفت القوات التركية مواقع وحدات حماية الشعب بالقرب من تل رفعت، فردت وحدات حماية الشعب بقصف المواقع الخاضعة لسيطرة المتمردين حلفاء الترك. وقبل الهجوم، كانت الشرطة العسكرية الروسية قد انسحبت من الموقع قبل يومين.[44]

#### مايو
- 4 مايو - اندلعت اشتباكات عنيفة بين القوات المسلحة التركية ومقاتلي الجيش الوطني السوري المتحالفين معها مع قوات تحرير عفرين على خلفية مقتل جنديين تركيين. استولى الجيش الوطني السوري المدعوم من تركيا خلال القتال على ثلاث قرى في الجزء الشمالي من ناحية تل رفعت من قوات تحرير عفرين، لكنه اضطر لاحقًا إلى الانسحاب بسبب هجوم مضاد وعدد كبير من الألغام الأرضية.[45][46] زعمت قوات تحرير عفرين أنها قتلت 40 مقاتلًا من الجيش الوطني السوري، بمن فيهم قائدهم الميداني «أحمد جميل حربوشي»[47][48] ونشرت عدة صور تظهر خسائر العدو.[49] تم إلغاء العملية في وقت لاحق، مما أدى إلى هزيمة الأتراك والمتمردين.[50]
- 7 مايو - أصدرت قوات تحرير عفرين مقطع فيديو وزعمت أنها أصابت 3 من مقاتلي الجيش الوطني السوري المدعومين من تركيا في أعزاز بصاروخ موجه مضاد للدروع.[51]
- 9 مايو - أصدرت قوات تحرير عفرين مقطعي فيديو يظهران مقتل أربعة من مقاتلي الجيش السوري الحر المدعوم من تركيا وتدمير جرافة باستخدام صاروخ موجه مضاد للدروع في منطقة شيراوا بمنطقة عفرين.[52][53]
- 13 مايو - عُثر على مقاتلين من الجيش السوري الحر المدعوم من تركيا قتيلين متأثرتين بأعيرة نارية قرب قرية سيجارز بريف أعزاز. لم تعلن أي جماعة مسؤوليتها عن الهجوم.
- 31 مايو - أصدرت قوات تحرير عفرين مقطع فيديو لهجوم بطائرة بدون طيار استهدف قاعدة للجيش السوري الحر المدعوم من تركيا في قرية جلبير بمنطقة عفرين. قتل جنديان تركيان نتيجة لذلك.[54]

#### أغسطس
- 5 أغسطس - ذكرت قوات تحرير عفرين أنها هاجمت وقتلت 8 مقاتلين ينتمون إلى أحرار الشام وألوية صقور الشام عند قاعدة بالقرب من مارع وأنها جرحت 4 آخرين، باستخدام بنادق أيه كيه-47 ورشاشات بي كاي بالإضافة إلى آر بي جي 7، وفي اليوم نفسه ذكرت القوات أيضًا أنها هاجمت قاعدة لشعبة حمزة بالقرب من الباب، قائلة إن ثلاثة من أعضاء فرقة حمزة قتلوا وأصيب 3.[55]
- 6 أغسطس - نشرت قوات تحرير عفرين مقطع فيديو وذكرت أنها استهدفت عربة عسكرية مملوكة لجبهة الشام المدعومة من تركيا بالقرب من بلدة ماري. تم تدمير السيارة بواسطة صاروخ موجه مضاد للدروع.[56]
- 9 أغسطس - ذكرت قوات تحرير عفرين أنها قتلت 7 جنود أتراك خلال هجوم على نقطة تفتيش عسكرية تركية.[57]

#### أكتوبر
- 11 أكتوبر - قُتل جنديين تركيين في هجوم بقذائف الهاون في أعزاز مصدرها من تل رفعت أثناء الهجوم التركي على شمال شرق سوريا.[58][59][60]

#### نوفمبر
- 16 نوفمبر - في إطار تفجيرات سوريا في نوفمبر 2019، انفجرت بضع سيارات مفخخة بالقرب من محطة للحافلات ومحطة سيارات الأجرة في الباب، مما أسفر عن مقتل 19 شخصًا على الأقل وإصابة حوالي 50 آخرين.[61] أدانت تركيا الهجوم وقالت إن حزب العمال الكردستاني يقف ورائه.[62][63][64]

### 2020

#### مارس
- 20 مارس - اشتباكات في بسطة غرب تل رفعت بين قوات تحرير عفرين والجيش السوري الحر المدعوم من تركيا. تم نقل مصابين من فرقة الحمزة إلى المستشفى العسكري في عفرين، بحسب مصدر محلي.[65]

#### أبريل
- 28 أبريل - قتل تفجير عفرين 53 شخصًا، بينهم 11 طفلًا. أعلنت قوات تحرير عفرين مسؤوليتها عن الهجوم. ألقت تركيا اللوم على وحدات حماية الشعب في الهجوم والتي ألقت بدورها اللوم على الاقتتال الداخلي بين المتمردين. بحسب رئيس المرصد البريطاني لحقوق الإنسان في سوريا، كان ستة على الأقل من المقاتلين السوريين الموالين لتركيا من بين القتلى في الانفجار مع احتمال زيادة عدد القتلى.[66][67] بلغ عدد الجرحى 50 جريحًا حسبما أورد المرصد السوري لحقوق الإنسان.[68] يعتقد أن الانفجار نتج عن تزويد ناقلة وقود بقنابل يدوية، حسبما صرح محافظ محافظة هاتاي المجاورة على الحدود التركية.[69] كشف ناشطون سوريون أن العديد من الأشخاص، إلى جانب أولئك الذين حوصروا في سياراتهم أحرقوا حتى الموت نتيجة للانفجار.[70][71]

#### مايو
- 6 مايو - نشرت قوات تحرير عفرين شريط فيديو لهجومين منفصلين في منطقة عفرين. وبزعمها، قُتل جنديان تركيان ومقاتلان مدعومان من تركيا نتيجة للهجمات.[72]
- 12 مايو - أعلنت قوات تحرير عفرين مقتل ستة «غزاة» على الأقل خلال عمليات نُفذت بين 5 و11 مايو في منطقة عفرين وبلدة مارع.[73]
- 19 مايو - انفجرت عبوة ناسفة قرب دوار القبان على طريق جنديرس مما أدى إلى إصابة شخصين بجروح.[74]
- 21 مايو - قُتل قائد سابق في داعش يُدعى أبو زكي الطيباني كان رئيس العمليات العسكرية لداعش في محافظة حماة، بضربة بطائرة بدون طيار تابعة لقوة المهام المشتركة – عملية العزم الصلب في عفرين. لقد انشق الطيباني إلى الجيش السوري الحر المدعوم من تركيا وكان قد أَعدم سابقًا العديد من أعضاء تنظيم الدولة الإسلامية في العراق والشام (داعش) سابقًا في إطلاق النار ومنافستها هيئة تحرير الشام قبل انشقاقه للجيش الوطني السوري. وبحسب ما ورد، فقد كان في سيارته أكثر من 200 ألف دولار.[75][76]
- 28 مايو - أعلنت قوات تحرير عفرين مقتل تسعة «محتلين» على الأقل، بمن فيهم قائد، نتيجة لعدة عمليات نُفذت في الفترة ما بين 17-25 مايو.[77][78]

#### يونيو
- 13 يونيو - زعمت وزارة الدفاع التركية ووسائل الإعلام المملوكة للدولة اعتقال 6 «إرهابيين من حزب العمال الكردستاني / وحدات حماية الشعب» في منطقة «غصن الزيتون».[79][80][81]
- 21 يونيو - نشرت قوات تحرير عفرين مقطع فيديو مصورًا زعمت من خلاله مقتل 14 مسلحًا تدعمهم تركيا. جاء الهجوم ردًا على مقتل ثلاثة من مقاتلي قوات تحرير عفرين.[82][83]

#### أغسطس
- 12 أغسطس - أعلنت وزارة الدفاع التركية عن اعتقال عشرين إرهابيًا من حزب العمال الكردستاني / وحدات حماية الشعب أثناء التخطيط لهجوم في منطقة «غصن الزيتون».[84]
- 14 أغسطس - أعلنت وزارة الدفاع الوطني التركية عن اعتقال أربعة «إرهابيين من حزب العمال الكردستاني / وحدات حماية الشعب» أثناء التخطيط لهجوم في منطقة «غصن الزيتون».[85]
- 22 أغسطس - أفادت مصادر موالية للأكراد بأن الجيش التركي والمتمردين المتحالفين معه قصفوا بلدة تل رفعت وقرية الشيخ عيسى.[85]

#### سبتمبر
- 14 سبتمبر - أصدرت قوات تحرير عفرين مقطع فيديو لهجماتها على قاعدتين تركيتين تقعان في قرية زيزويي في منطقة جنديرس بمنطقة عفرين.[86] وبحسب قوات تحرير عفرين، قُتل سبعة جنود أتراك وأصيب عشرة آخرون نتيجة للعمليات.[87][88] انفجرت سيارة مفخخة قرب محطة الحافلات وسط مدينة عفرين بعد فترة وجيزة.[89] ألقت وزارة الدفاع التركية اللوم في الهجوم على قوات سوريا الديمقراطية التي تقودها وحدات حماية الشعب وقالت إن 5 مدنيين قتلوا وأصيب 22 آخرون نتيجة القصف.[90] قصفت القوات المسلحة التركية عدة قرى بالمدفعية في ناحية تل رفعت كرد انتقامي، بحسب مصادر محلية وكردية.[91][92][93]
- 15 سبتمبر - حاول مقاتلو الجيش السوري الحر المدعوم من تركيا التسلل إلى مواقع قوات تحرير عفرين في قرية مرناز، لكن تم صدهم وفقدوا اثنين من المقاتلين. وأعقبت ذلك اشتباكات عنيفة بين الجيش السوري الحر المدعوم من تركيا وقوات تحرير عفرين حول القرية حيث قصفت المدفعية التركية مواقع قوات تحرير عفرين.
- 21 سبتمبر - اندلعت اشتباكات بين قوات تحرير عفرين والمقاتلين المدعومين من تركيا بالقرب من قريتي كفر خسير ومرناز.[94][95]

### 2021

#### يناير
- 30 يناير - أسفر تفجير سيارة مفخخة عن مقتل خمسة أشخاص على الأقل وإصابة 22 آخرين في بلدة عفرين المحتلة شمال سوريا. اتهمت وزارة الدفاع التركية وحدات حماية الشعب الكردية بالوقوف وراء الهجوم.[96]